# Droga wojewódzka nr 452
Droga wojewódzka nr 452 (DW452) - dawna droga wojewódzka łącząca stację kolejową Wrocław Psie Pole z drogą krajową 98.
Droga na całej długości pozbawiona została kategorii drogi wojewódzkiej na mocy uchwały nr LXII/1444/18 Rady Miejskiej Wrocławia z dnia 13 września 2018 r.

## Miejscowości leżące przy trasie DW452
- Wrocław (DK98)